# Millennium Estoril Open 2017 - Qualificazioni singolare
Le qualificazioni del singolare maschile del Millennium Estoril Open 2017 sono state un torneo di tennis preliminare per accedere alla fase finale della manifestazione. I vincitori dell'ultimo turno sono entrati di diritto nel tabellone principale. In caso di ritiro di uno o più giocatori aventi diritto a questi sono subentrati i lucky loser, ossia i giocatori che hanno perso nell'ultimo turno ma che avevano una classifica più alta rispetto agli altri partecipanti che avevano comunque perso nel turno finale.

## Teste di serie
1. Ernesto Escobedo (ultimo turno)
2. Andrey Rublev (ultimo turno)
3. Íñigo Cervantes (primo turno)
4. Kenny de Schepper (ultimo turno)

1. Bjorn Fratangelo (qualificato)
2. Federico Gaio (primo turno)
3. Ernests Gulbis (primo turno, ritirato)
4. Elias Ymer (qualificato)

## Qualificati
1. Elias Ymer
2. Bjorn Fratangelo

1. João Domingues
2. Salvatore Caruso

## Tabellone

### Legenda
| - Q = Qualificato - WC = Wild card - LL = Lucky loser | - ALT = Alternate - SE = Special Exempt - PR = Protected Ranking | - w/o = Walkover - r = Ritirato - d = Squalificato |

### Sezione 1
|  | Primo turno | Primo turno      | Primo turno | Primo turno | Primo turno |  |  | Ultimo turno | Ultimo turno     | Ultimo turno     | Ultimo turno | Ultimo turno |  |
|  |             |                  |             |             |             |  |  |              |                  |                  |              |              |  |
|  | 1           | Ernesto Escobedo | 63          | 6           | 6           |  |  |              |                  |                  |              |              |  |
|  |             | Nicolás Jarry    | 7           | 4           | 4           |  |  | 1            | Ernesto Escobedo | Ernesto Escobedo | 1            | 4            |  |
|  | WC          | João Monteiro    | 5           | 7           | 4           |  |  | 8            | Elias Ymer       | Elias Ymer       | 6            | 6            |  |
|  | 8           | Elias Ymer       | 7           | 63          | 6           |  |  |              |                  |                  |              |              |  |

### Sezione 2
|  | Primo turno | Primo turno         | Primo turno   | Primo turno | Primo turno |  |  | Ultimo turno | Ultimo turno     | Ultimo turno     | Ultimo turno | Ultimo turno |  |
|  |             |                     |               |             |             |  |  |              |                  |                  |              |              |  |
|  | 2           | Andrey Rublev       | Andrey Rublev | 6           | 7           |  |  |              |                  |                  |              |              |  |
|  |             | Samuel Groth        | Samuel Groth  | 2           | 64          |  |  | 2            | Andrey Rublev    | Andrey Rublev    | 5            | 3            |  |
|  |             | Enrique López-Pérez | 6             | 6(0)        | 4           |  |  | 5            | Bjorn Fratangelo | Bjorn Fratangelo | 7            | 6            |  |
|  | 5           | Bjorn Fratangelo    | 3             | 7           | 6           |  |  |              |                  |                  |              |              |  |

### Sezione 3
|  | Primo turno | Primo turno      | Primo turno      | Primo turno | Primo turno |  |  | Ultimo turno | Ultimo turno     | Ultimo turno     | Ultimo turno | Ultimo turno |  |
|  |             |                  |                  |             |             |  |  |              |                  |                  |              |              |  |
|  | 3           | Íñigo Cervantes  | Íñigo Cervantes  | 1           | 3           |  |  |              |                  |                  |              |              |  |
|  | WC          | Gonçalo Oliveira | Gonçalo Oliveira | 6           | 6           |  |  | WC           | Gonçalo Oliveira | Gonçalo Oliveira | 4            | 2            |  |
|  |             | João Domingues   | João Domingues   | 6           |             |  |  |              | João Domingues   | João Domingues   | 6            | 6            |  |
|  | 7           | Ernests Gulbis   | Ernests Gulbis   | 1           | r           |  |  |              |                  |                  |              |              |  |

### Sezione 4
|  | Primo turno | Primo turno       | Primo turno       | Primo turno | Primo turno |  |  | Ultimo turno | Ultimo turno      | Ultimo turno      | Ultimo turno | Ultimo turno |  |
|  |             |                   |                   |             |             |  |  |              |                   |                   |              |              |  |
|  | 4           | Kenny de Schepper | Kenny de Schepper | 7           | 6           |  |  |              |                   |                   |              |              |  |
|  |             | Tristan Lamasine  | Tristan Lamasine  | 65          | 2           |  |  | 4            | Kenny de Schepper | Kenny de Schepper | 3            | 6(1)         |  |
|  |             | Salvatore Caruso  | Salvatore Caruso  | 6           | 6           |  |  |              | Salvatore Caruso  | Salvatore Caruso  | 6            | 7            |  |
|  | 6           | Federico Gaio     | Federico Gaio     | 1           | 2           |  |  |              |                   |                   |              |              |  |